# Luciano Galletti
Luciano Martin Galletti est un ancien footballeur argentin né le 9 avril 1980 à Mar del Plata. Il évoluait au poste d'ailier droit.

## Biographie
Luciano Galletti reçoit 13 sélections et inscrit 3 buts en équipe d'Argentine entre 2000 et 2005.
Avec l'équipe de l'Olympiakos, il joue 16 matchs en Ligue des champions. Lors de cette compétition, il inscrit trois buts. Il inscrit son premier but le 18 septembre 2007 face à la Lazio Rome, son deuxième le 24 octobre 2007 contre le Real Madrid, et enfin son troisième le 28 novembre 2007, une nouvelle fois face à la Lazio.
Le 29 septembre 2010, il annonce sa retraite, à seulement 30 ans, après un sérieux problème d'insuffisance rénale s'avérant contradictoire à la pratique du football. Il reprend toutefois du service lors de la saison 2013-2014 en jouant quelques matchs avec le club de l'OFI Crète.

## Carrière
- 1997-1999 : Estudiantes LP  Argentine
- 1999 : Parme FC  Italie
- 2000 : SSC Naples  Italie
- 2000-2001 : Estudiantes LP  Argentine
- 2001-2005 : Real Saragosse  Espagne
- 2005-2007 : Atlético de Madrid  Espagne
- 2007-2010 : Olympiakos  Grèce
- 2013-2014 : OFI Crète  Grèce[5]

## Palmarès

### En sélection
- Vainqueur du championnat des moins de 20 ans de la CONMEBOL en 1999 avec l'équipe d'Argentine
- Finaliste de la Coupe des confédérations en 2005 avec l'équipe d'Argentine

### En club
- Vainqueur de la Coupe d'Espagne en 2004 avec le Real Saragosse
- Vainqueur de la Supercoupe d'Espagne en 2004 avec le Real Saragosse
- Champion de Grèce en 2008 et 2009 avec l'Olympiakos
- Vainqueur de la Coupe de Grèce en 2008 et 2009 avec l'Olympiakos

## Distinctions personnelles
- Meilleur buteur du championnat des moins de 20 ans de la CONMEBOL en 1999 avec 9 buts
- Co-meilleur buteur du championnat de Grèce en 2009 avec 14 buts (à égalité avec Ismael Blanco)